# Anthaxia embrikstrandella
Anthaxia embrikstrandella es una especie de escarabajo del género Anthaxia, familia Buprestidae. Fue descrita científicamente por Obenberger en 1936.